# Римкус, Антанас Симонович
Антанас Симонович Римкус — советский хозяйственный и политический деятель.

## Биография
Родился в 1933 году в Пабалве. Член КПСС с 1953 года.
Окончил Вильнюсский педагогический институт, АОН при ЦК КПСС.
В 1951—1955 гг. — комсомольский работник в Тельшяе и Клайпеде.
В 1955—1958 гг. — первый секретарь Клайпедского горкома ЛКСМ Литвы.
В 1958—1961 гг. — секретарь Клайпедского горкома КП Литвы.
В 1964—1967 гг. — заведующий кафедрой политэкономии, заместитель директора Вильнюсской ВПШ.
В 1967—1969 гг. — заведующий отделом науки и культуры ЦК КП Литвы.
В 1969—1973 гг. — заведующий отделом науки и учебных заведений ЦК КП Литвы.
В 1973—1982 гг. — министр просвещения Литовской ССР.
Избирался депутатом Верховного Совета Литовской ССР 8-10-го созывов.
Умер в 1982 году в Вильнюсе.

## Награды
- Орден Трудового Красного Знамени (09.09.1971, 1976)
- Орден Дружбы народов (1981)
- Орден Знак Почёта (1965)